# Nhựa cây

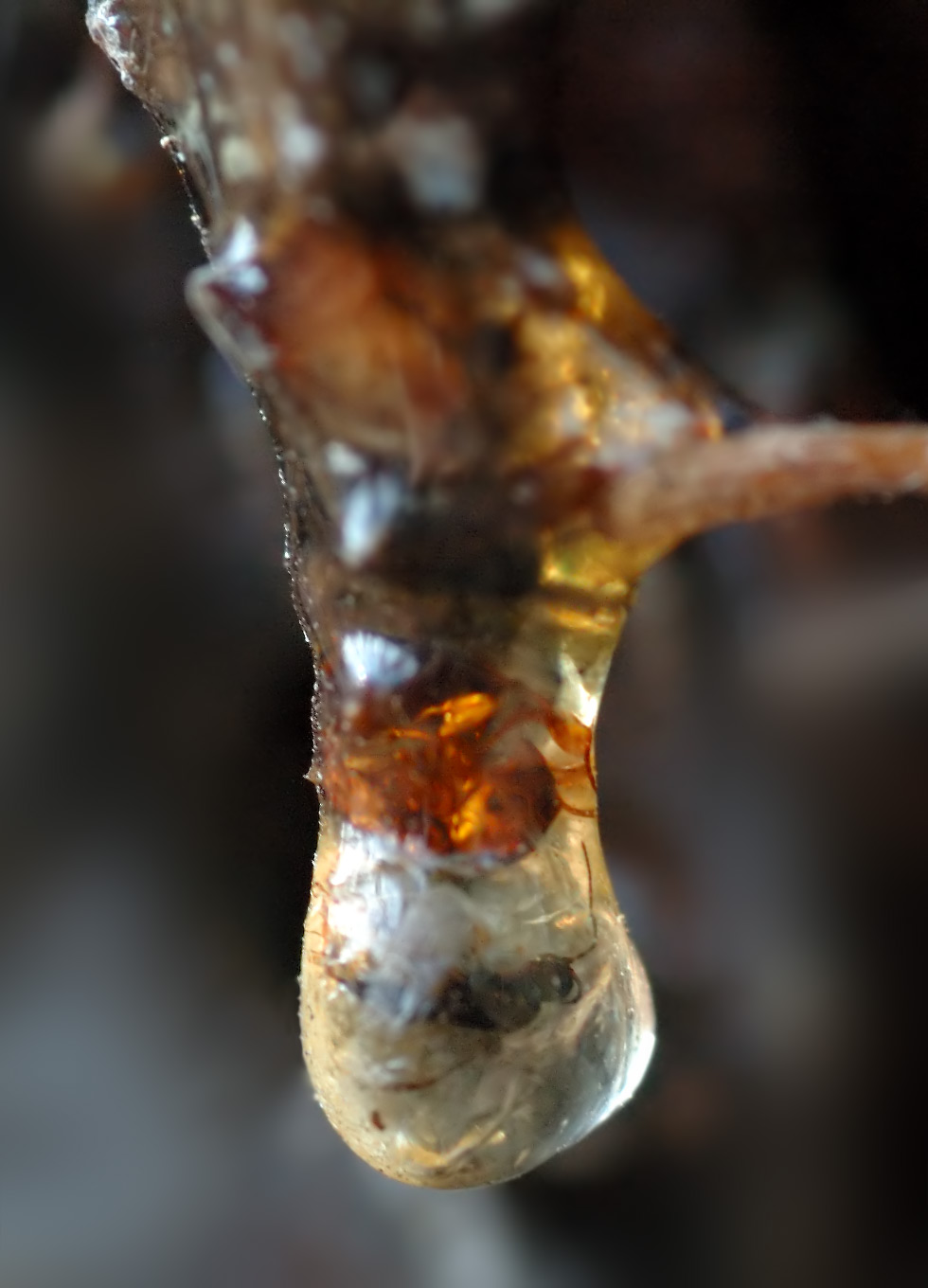
Côn trùng bị nhựa cây bao lại.

Nhựa cây là một dạng dịch hydrocarbon của nhiều loài thực vật, đặc biệt là cây lá kim. Nói rộng hơn, thuật ngữ này cũng được sử dụng cho nhiều chất lỏng dày cứng lại thành chất rắn trong suốt.

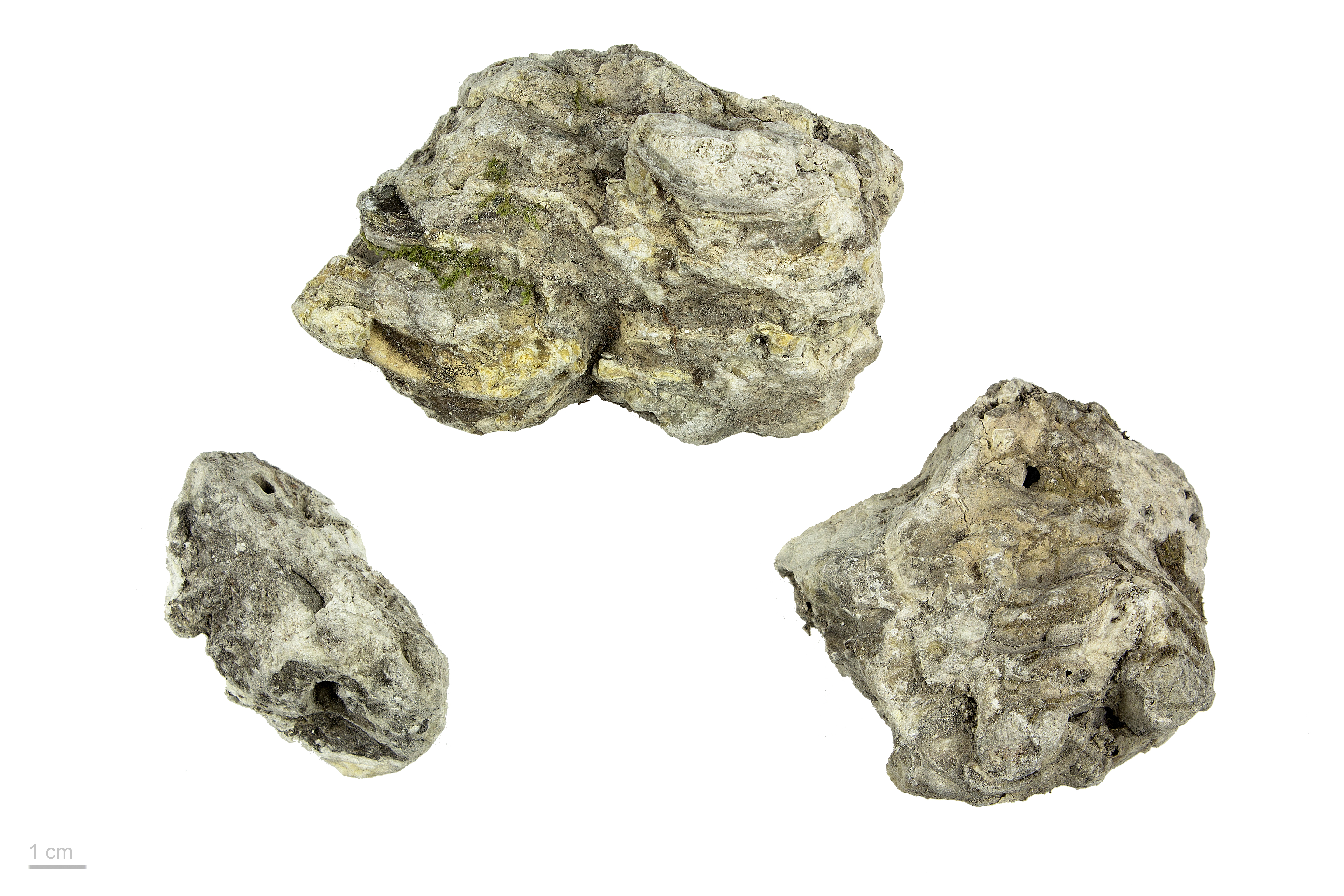
Protium Sp. - Тулузький музей (Tuluzʹkyy muzey - Bảo tàng Toulouse)

Nhựa cây được đánh giá cao vì tính chất hóa học của và khả năng ứng dụng có liên quan của chúng, chẳng hạn như sản xuất vecni, chất kết dính và các chất kính thực phẩm. Chúng cũng được đánh giá cao như là một nguồn quan trọng của nguyên liệu cho tổng hợp hữu cơ, và cung cấp cho các thành phần của hương và nước hoa. Nhựa cây có một lịch sử rất lâu đã được ghi nhận ở Hy Lạp cổ đại của Theophrastus, tại Rome cổ đại bởi Gaius Plinius Secundus, và đặc biệt là trong các loại nhựa gọi là nhũ hương và mộc dược, được đánh giá cao ở Ai Cập cổ đại. Đây là những chất rất quý giá, và được sử dụng như hương trong một số nghi lễ tôn giáo. Hổ phách là một hóa thạch nhựa cây cứng từ những cây cổ thụ.

## Thành phần hóa học

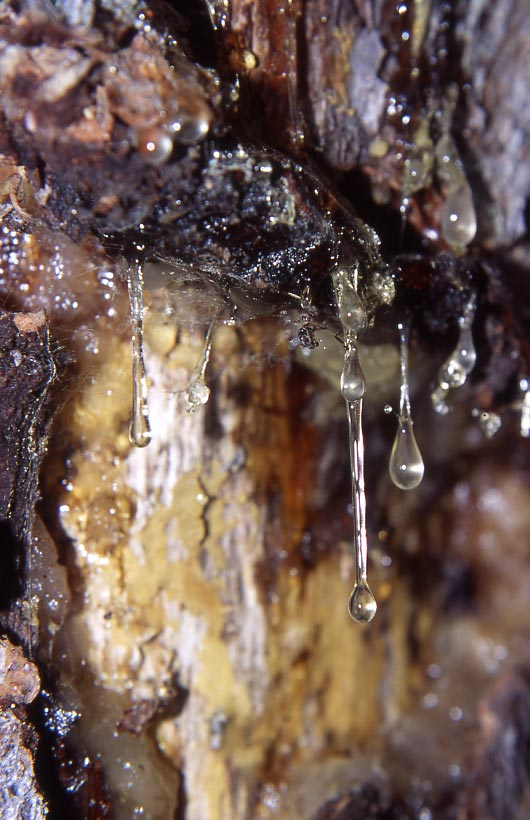
Nhựa của một cây thông

Các loại nhựa cây là một chất lỏng nhớt, bao gồm chủ yếu là các tecpen dạng lỏng dễ bay hơi, với các thành phần nhỏ hơn gồm chất rắn hòa tan không bay hơi mà làm cho nhựa dày và dính. Các tecpen thường gặp nhất trong nhựa là tecpen bicyclic alpha-pinen, beta-pinen, delta-3 carene và sabinene, các tecpen đơn vòng limonene và terpinolene, và một lượng nhỏ các sesquiterpene tricyclic, longifolene, caryophyllene và delta-cadinene. Một số loại nhựa cũng chứa một tỷ lệ cao axit nhựa cây. Các thành phần riêng biệt của nhựa có thể được tách ra bằng cách chưng cất phân đoạn.
Một vài loài cây tạo ra nhựa với các thành phần khác nhau, đáng chú ý nhất là loài thông Jeffrey và thông Gray, các thành phần dễ bay hơi trong đó phần lớn là tinh khiết n-heptan có rất ít hoặc không có tecpen. Độ tinh khiết đặc biệt của n-heptan chưng cất từ nhựa thông Jeffrey, không pha trộn với các đồng phân khác heptan, dẫn đến việc nó được sử dụng để xác định điểm zero trên thang đánh giá chất lượng octan của xăng. Bởi vì heptan là rất dễ cháy, chưng cất các loại nhựa có chứa nó là rất nguy hiểm. Một số nhà máy chưng cất nhựa ở California phát nổ vì họ nhầm tưởng thông Jeffrey với thứ terpene tương tự từ thông Ponderosa. Vào thời điểm đó hai cây thông được coi là cùng một loài thông; chúng chỉ được phân loại là loài riêng biệt vào năm 1853